# Bellesa
Bellesa（ベレーザ）は、2017年に開設された、カナダの女性向けインターネットポルノウェブサイト。 

## 歴史
モントリオールを拠点とするBellesaは、マギル大学で心理学と女性学を専攻し、2014年に卒業したミシェル・シュネイドマンによって2017年2月に設立された。シュネイドマンはカタルーニャ語の「美」に因んでこの名前を付けた。